# Rudolf von Eickstedt
Ernst Ludwig Platen Rudolf von Eickstedt (* 25. Januar 1852 in Osterholz bei Itzehoe; † 30. Juni 1925 in Kiel) war ein deutscher Marineoffizier, zuletzt Admiral und Vorstand des Konstruktionsdepartements im Reichsmarineamt.

## Leben
Rudolf von Eickstedt entstammte dem pommerschen Adelsgeschlecht von Eickstedt und war ein Sohn des Ernst Wilhelm Balduin von Eickstedt (1815–1895), Sohn des Ernst Heinrich Friedrich Carl von Eickstedt und Herr auf Osterholz, und der Louise Henriette Auguste, geb. Christensen (* 1830).
Rudolf von Eickstedt ging auf das Gymnasium Charlottenburg und später auf das Friedrichs-Wilhelms-Gymnasium Neuruppin. Er trat am mit der Crew 1868 am 26. April 1868 als Offizieranwärter in die Marine des Norddeutschen Bundes ein und absolvierte anschließend eine Ausbildung zum Seeoffizier. Es folgten seine Ernennung zum Offizier 1871, zum Oberleutnant zur See 1875 und zum Kapitänleutnant 1880. Von 1881 bis 1884 war er an der Marineakademie tätig. 1887 war er als Artillerie-Direktor an der Kieler Werft. Später war er Kommandant mehrerer Kriegsschiffe. Von 1887 bis 1889 war er Kommandant von Iltis und wurde in dieser Position 1888 zum Korvettenkapitän befördert. Das Schiff war dem Ostasiengeschwader zugeteilt und operierte vor China. Von 1890 war er bis 15. Juli 1891 Mitglied bei der Artillerieprüfungskommission. Anschließend wurde er ins Reichsmarineamt kommandiert. Im Dezember 1892 übernahm er bis September 1893 das Küstenpanzerschiff Beowulf. Er wechselte als Lehrer an die Marineakademie und -schule und blieb dort bis 1896, 1894 dort zum Kapitän zur See befördert. Von März bis Oktober 1896 führte er den Kleinen Kreuzer Gefion und anschließend bis September 1897 das Linienschiff Brandenburg. Von da an war er bis Juli 1899 Kommandant des Artillerieschulschiffs Mars.
1900 übernahm er als Vorstand die seit 1898 vakante Konstruktionsabteilung im Reichsmarineamt, wurde 1902 zum Konteradmiral befördert und 1905 Direktor des aus der Konstruktionsabteilung neu gebildeten Konstruktionsdepartements. In dieser Position wurde er 1906 zum Vizeadmiral befördert und blieb bis 1907 dort eingesetzt. Anschließend nahm er seinen Abschied und bekam zum Ausscheiden den Charakter als Admiral verliehen. Von 1908 bis 1913 war er Generalrepräsentant und technischer Berater der Vulcanwerft in Stettin.
Eickstedt war zweimal verheiratet. Die erste Ehe wurde 1881 mit Emilie Henriette, geb. Dithmer, geschlossen. Sie war auf Grund deren Todes 1889 nur kurz. Mit der zweiten Ehefrau Hedwig, geb. Rassow, verwitwete Wünsche, (* 1861) war er ab 1890 verheiratet. Das Paar hatte mehrere Kinder, u. a. den späteren Politiker Klaus von Eickstedt. Zwei Söhne, Kurt und Wolf von Eickstedt, sind in der Schlacht bei den Falklandinseln gefallen. Hedwig Rassow brachte aus ihrer ersten Ehe zwei Kinder mit:  U-Boot-Fahrer Otto Wünsche (1880–1919) und Elfriede Wünsche (1882–1961) die Gattin des Marineoffiziers Bernhard Rösing (1869–1947), zuletzt Vizeadmiral.

## Auszeichnungen (Auswahl)
- Preußischer Kronen-Orden, Ritter I. Klasse
- Exzellenz